# 川俣バイパス

川俣バイパス（かわまたバイパス）は、福島県伊達郡川俣町にある国道114号のバイパス道路である。

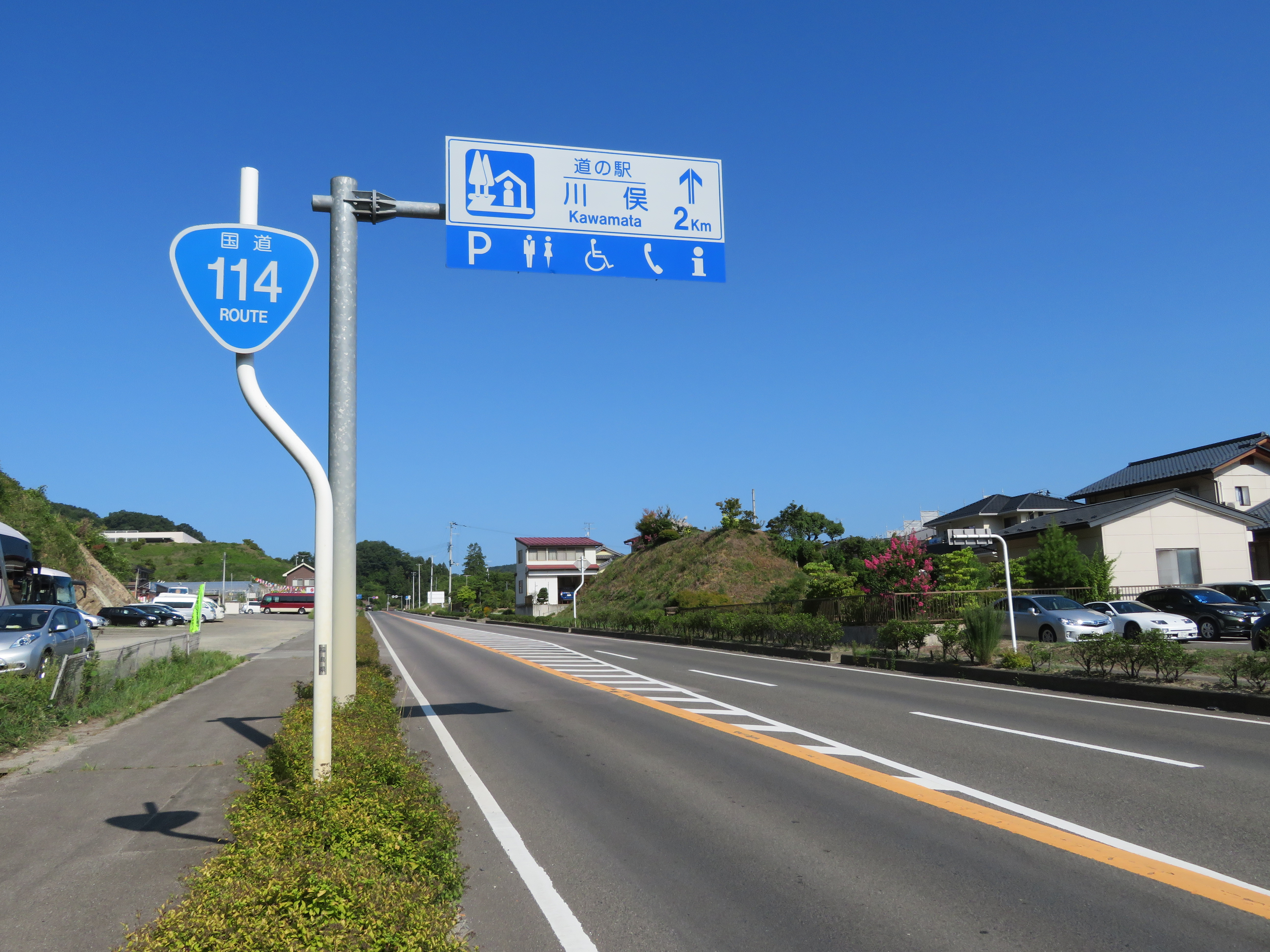
福島県川俣町鶴沢付近

## 概要
- 起点 - 伊達郡川俣町大字鶴沢字学校前
- 終点 - 伊達郡川俣町大字小綱木字松ノ口
- 延長 - 4.1km
- 幅員 - 6.5（11.0）m

川俣町中心市街地の狭隘区間や、国道349号と重複する右左折を解消し渋滞の緩和、またそれによる旧道を経由する路線バスの円滑な運行の支援を目的として1983年（昭和58年）度に事業化された。1984年度より用地着手、1985年度より工事着手された。1995年の福島国体の開催に先立ち、会場の一つである川俣町運動公園へのアクセス改善のために大字鶴沢から川俣トンネルを経由して川原田の国道349号交点に至る3.135 km（第1、第2工区）の区間が1995年（平成7年）6月16日に開通した。残る第3工区が2009年（平成21年）3月29日に供用が開始され、全線開通となった。後に旧道が国道指定の解除により町道へ移管され、国道349号との重用区間は解消された。

## 道路施設

### 橋梁
南川俣橋
- 全長 - 41.0m
- 幅員 - 20.0m
- 竣工 - 1995年[4]

国道349号交点の西側に隣接し、広瀬川を渡る。

### トンネル

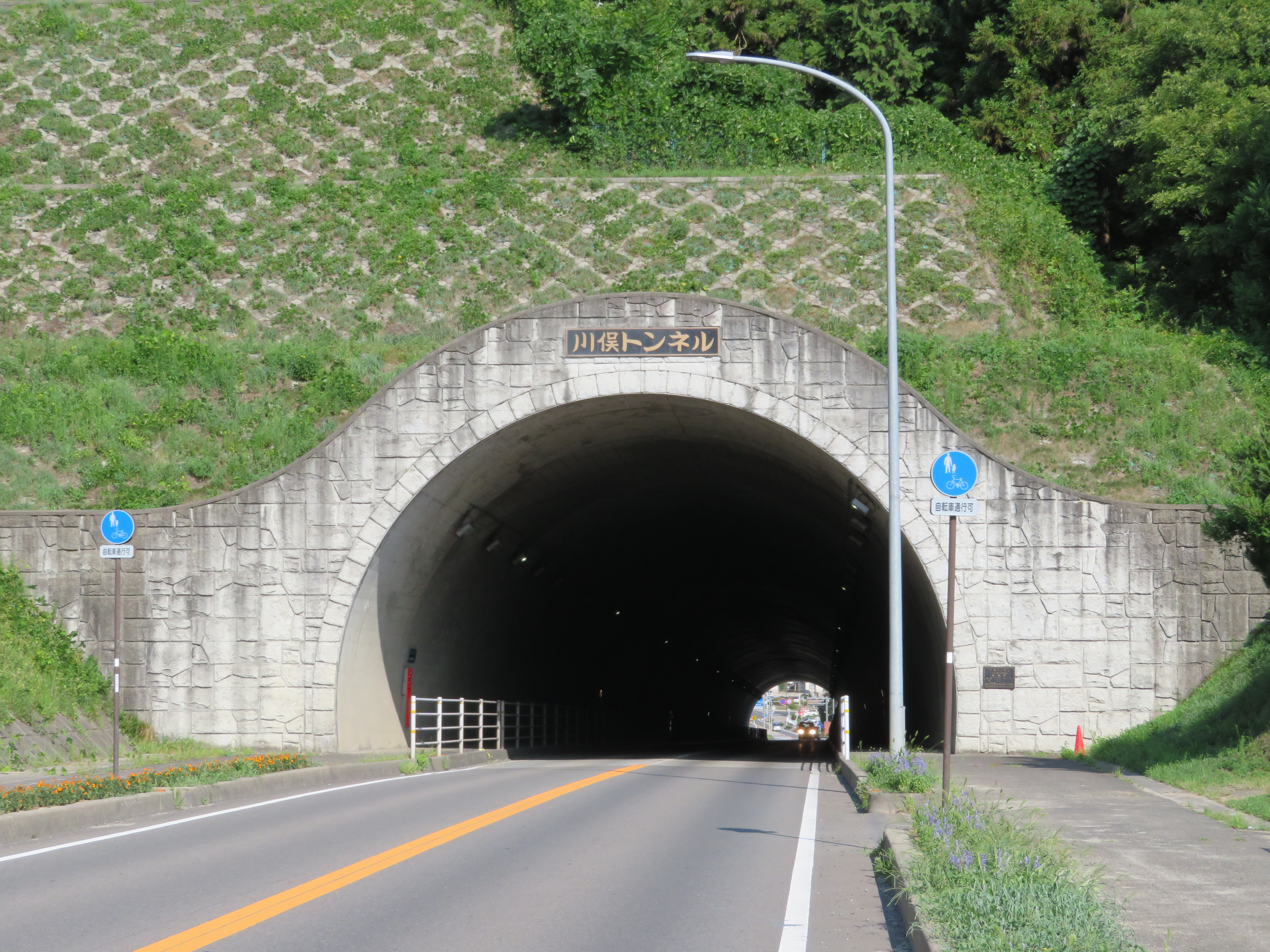
川俣トンネル

川俣トンネル
- 全長：277.5 m
- 幅員：6.5（11.5） m
- 有効高：4.7 m、
- 竣工：1993年3月
- 施工：佐藤工業・旭建設特定建設工事共同企業体[5]

東福沢字柏崎から字池の入に至る。国道改良事業として1989年度より事業化された。1990年1月20日に起工式が行われ、1992年9月18日に貫通、1995年6月16日にバイパス一部開通により供用が開始された。総工費は12億2000万円。
- 川俣トンネル

## 接続路線
- 国道114号 福島方面（大字鶴沢字学校前）（起点）
- 福島県道117号二本松川俣線（大字東福沢熊ノ宮）
- 国道349号（川原田）
- 国道114号 浪江方面（大字小綱木字松ノ口）（終点）

## 沿線
- TSUTAYA川俣店
- JAふくしま未来川俣支店
  - JAホールかわまた
- 福島県警察福島警察署川俣分庁舎（旧川俣警察署）
- 中山工業団地
- 川俣町立川俣南幼稚園